# Archiv der Pharmazie
Das Archiv der Pharmazie, abgekürzt Arch. Pharm. (ISO: Arch. Pharm., JCR Abbrev: ARCH PHARM), ist heute eine wissenschaftliche Zeitschrift, die vom Wiley-Verlag im Auftrag der Deutschen Pharmazeutischen Gesellschaft und der Fachgruppe medizinische Chemie der Gesellschaft Deutscher Chemiker veröffentlicht wird.
Die erste Ausgabe erschien im Jahr 1822 unter dem Namen Pharmazeutische Monatsblätter.
Der Name wechselte dann zu Archiv des Apothekervereins im nördlichen Teutschland für die Pharmacie und ihre Huelfswissenschaften (1824). Unter der Redaktion von R. Brandes waren die Bände 40–50 in den Jahren 1832–1834 Liebigs Zeitschrift Annalen der Pharmacie beigelegt.
Ab 1835 (Band 51) wurde es wieder ausgegliedert und in Archiv der Pharmacie, eine Zeitschrift des Apotheker-Vereins im nördlichen Teutschland umbenannt.
Wichtige Beiträger aus dem 19. und frühen 20. Jahrhundert waren u. a. Johann Wolfgang Döbereiner, Georg Dragendorff, Friedrich August Flückiger, Carl Remigius Fresenius, Carl Mannich, Christian Gottfried Daniel Nees von Esenbeck,  Ernst Schmidt, Alexander Tschirch und Otto Wallach.
Von 1924 (Band 242) bis 1971 hieß die Zeitschrift Archiv der Pharmazie und Berichte der Deutschen Pharmazeutischen Gesellschaft, danach wurde der Titel auf Archiv der Pharmazie verkürzt.
Im Jahr 1995 wurde der Name wieder erweitert, nun hieß die Zeitschrift Archiv der Pharmazie – Pharmaceutical and Medicinal Chemistry und die Publikationssprache wechselte von deutsch zu englisch. Seit 1995 ist auch die GDCh mit der Fachgruppe medizinische Chemie an der Herausgabe beteiligt. Im Jahr 2005 wurde der Name zum derzeit gültigen geändert und der Untertitel Chemistry in Life Sciences eingeführt. Die Zeitschrift erscheint monatlich. Es werden Artikel aus allen Bereichen der pharmazeutischen und medizinischen Chemie veröffentlicht.
Der Impact Factor liegt bei 5,1 (2022). Nach der Statistik des Journal Citation Reports liegt damit das Archiv in der Kategorie medizinische Chemie an 16. Stelle von 60 Zeitschriften, in der Kategorie multidisziplinäre Chemie an 59. Stelle von 178 Zeitschriften und in der Kategorie Pharmakologie und Pharmazie an 57. Stelle von 277 Zeitschriften.
Chefherausgeber bis 2019 war Holger Stark, Heinrich-Heine-Universität, Düsseldorf. Seit Januar 2020 ist Andreas Link, Universität Greifswald, Editor-in-Chief des Journals.